# チェンレッド (ウェセックス)
チェンレッド（Cenred, 640年 - ?）は、七王国時代のゲウィスの王族。後にウェセックス王国の王族として列せられた。父はチェオルワルド、その始祖を辿るとチェルディッチ、キュンリッチまでさかのぼれる直系の子孫である。しかしながら傍流が王権を握っていたため、チェンレッド自身は王になることはなかった。生年は640年と書き残されているが、没年は分かってはいない。名は「コエンレッド」 (Coenred) と記されている場合もある。
少なくとも4人の子供がおり、イネ、インジルドの2人の息子、娘クスブルガ（ノーサンブリア王アルドフリス妃）、そして名は知られていないが、後にウェセックス王エゼルフリスに嫁いだ娘がいた。
イネは後にウェセックスの王位に就き、劣勢だったウェセックスを再興させることに成功する。インニルドは息子エオパへとウェセックス王族の血統をつなぎ、クスブルガはノーサンブリア王アルドフリスに嫁いだ後、ウィンボーン (Wimbourne) の修道院長となった。